# Ополе-Восточный
Ополе-Восточный (пол. Opole Wschodnie) — пассажирская и грузовая железнодорожная станция в городе Ополе, в Опольском воеводстве Польши. Имеет 1 платформу и 2 пути.
Станция была построена в 1909 году. Она обслуживает пассажирские и товарные переезды на железнодорожной линии Ополе-Грошовице — Ельч-Лясковице — Вроцлав-Брохув.